# Amsacta nigrisignata
Amsacta nigrisignata là một loài bướm đêm thuộc phân họ Arctiinae, họ Erebidae.